# Winieta (nalepka)

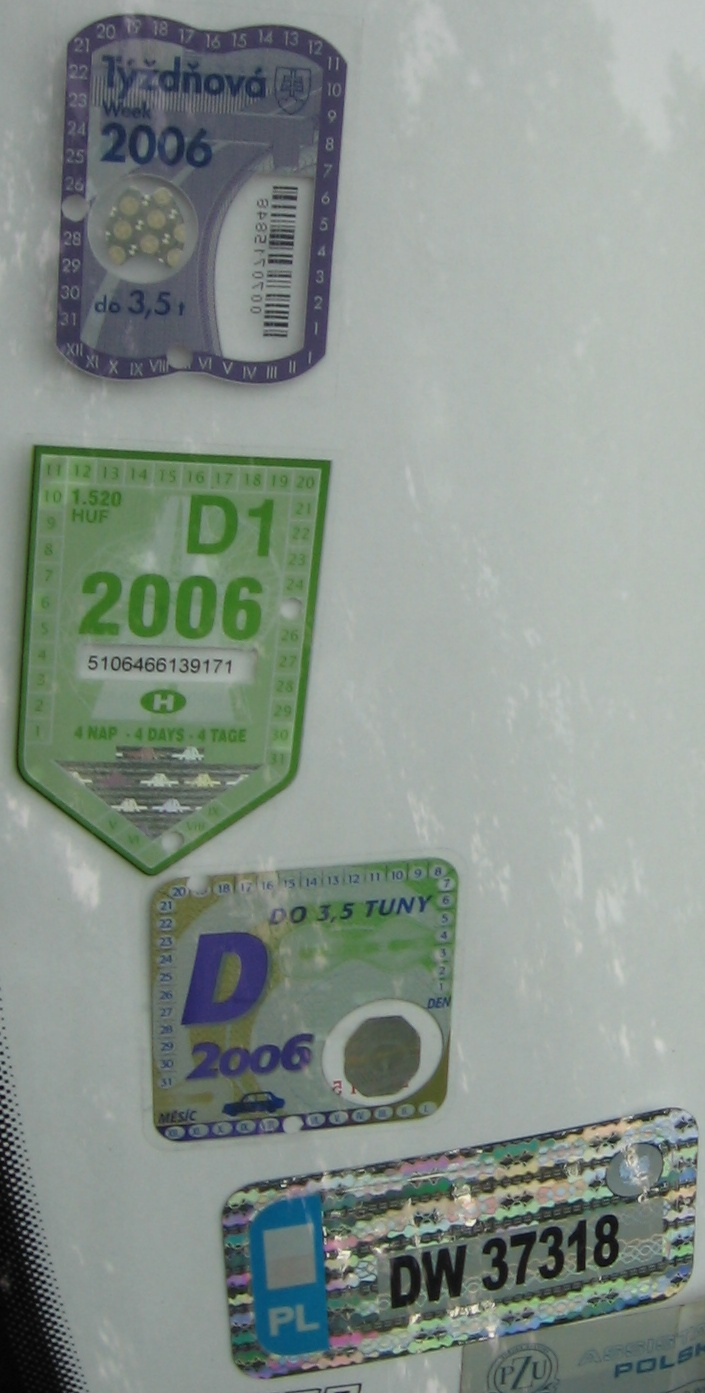
Winiety autostradowe dla samochodu osobowego naklejone na szybie (od góry):
tygodniowa słowacka,
czterodniowa węgierska, dwutygodniowa czeska,
poniżej przyklejona polska kontrolna nalepka rejestracyjna.

Winieta – nalepka (najczęściej na szybę samochodu), stanowiąca dowód wniesienia opłaty – rejestracyjnej, drogowej, ubezpieczeniowej, autostradowej lub tym podobnej.

## W Polsce

### Winiety z numerem rejestracyjnym
Każdy samochód zarejestrowany w Polsce po 31 marca 2000 ma obowiązek mieć naklejoną na szybie winietę (tzw. nalepkę kontrolną, rozmiar 50×100 mm) z numerem rejestracyjnym; inne odcinki tej samej nalepki (tzw. nalepki legalizacyjne, 30×20 mm) należy umieścić na tablicach rejestracyjnych pojazdu, pomiędzy pierwszą a drugą grupą liter i cyfr, oraz (30×10 mm) w dowodzie rejestracyjnym.

### Winiety jako dowód ubezpieczenia
W latach 80. stosowano w Polsce nieobowiązkowy system naklejania winiet – dowodów wniesienia opłaty ubezpieczeniowej za korzystanie z samochodów. System ten jednak był niespójny i nigdy nie wszedł do powszechnego stosowania, choć pozostałością po nim są w pewnym sensie stosowane jeszcze i w następnej dekadzie naklejki informacyjne PZU, którymi oznaczane były pojazdy, których właściciele zawarli umowy z tym ubezpieczycielem.

### Winiety jako dowód opłat za korzystanie z dróg
Na początku pierwszej dekady XXI wieku ówczesny minister infrastruktury Polski, Marek Pol, zaproponował wprowadzenie systemu winiet jako dowodów wniesienia opłat za korzystanie ze wszystkich dróg publicznych w Polsce. Pomysł ten kilkakrotnie modyfikował (m.in. przez zawężanie go tylko do niektórych kategorii pojazdów i niektórych kategorii dróg), próbując dostosować go do licznych głosów protestu tak ekonomistów, jak i specjalistów w dziedzinie transportu oraz zwykłych obywateli, i w rezultacie nie udało mu się go nigdy wprowadzić w życie.
W Polsce system zbierania opłat za korzystanie z autostrad nie wykorzystuje systemu winiet. Opłaty zbierane są bezpośrednio (na „bramkach” wjazdowych i wyjazdowych – tzw. miejscach poboru opłat), poprzez opłatę elektroniczną (eToll) albo wcale (np. autostrada A4 Gliwice-Katowice-Mysłowice).
Do 30 czerwca 2011 system winiet był stosowany w Polsce na autostradach i drogach krajowych dla pojazdów o DMC powyżej 12 ton.

## W Europie

### Winiety jako dowód opłat za korzystanie z dróg
Winiety stosowane są w niektórych krajach jako podstawowy system znakowania i kontroli pojazdów, korzystających z autostrad. Jest znacznie tańszy w stosowaniu, niż system zbierania opłat na „bramkach” przy wjazdach lub wyjazdach z autostrady (nie ma potrzeby budowania osobnych obszernych placów ze stanowiskami, zatrudniania personelu, nie ma problemu zatorów drogowych mogących tworzyć się przy bramkach w godzinach szczytu), ale mniej sprawiedliwy (pojazdy korzystające z autostrad sporadycznie lub na bardzo krótkich odcinkach muszą mieć wykupione winiety takie same jak te, które jeżdżą codziennie lub te, które przejeżdżają nimi setki i tysiące kilometrów) i mniej „szczelny” (stosunkowo łatwo, zwłaszcza na krótkich trasach, przejechać autostradą „na gapę” – przy większym natężeniu ruchu policja nie jest w stanie wypatrzyć pojazdów bez winiet, a systemy video automatycznego wychwytywania takich pojazdów są kosztowne i nie wszędzie instalowane).
System winiet jako dowodów wniesienia opłat jest lub był stosowany między innymi:
- we Francji (tylko dla pojazdów użytkowanych przez przedsiębiorstwa)
- w Szwajcarii (do 3,5 t DMC[1])
- w Austrii (na autostrady, do 3,5 t DMC[2])
- w Czechach (na autostrady i drogi ekspresowe, do 3,5 t DMC[3])
- na Słowacji (do 3,5 t DMC[4])
- w Słowenii (do 3,5 t DMC[5])
- na Węgrzech[6]
- w Bułgarii (za wszystkie drogi krajowe poza terenem zabudowanym)
- w Czarnogórze do 31.12.2011[7].

Winiety wykupić można na przejściach granicznych, w większości stacji benzynowych, przydrożnych sklepach, w kioskach, w urzędach pocztowych, a na Węgrzech również przez Internet lub SMSem. Sprzedawane są winiety na cały rok, a także na krótsze okresy (w różnych krajach różne, niekiedy nie krótsze niż tydzień). Opłata zależy także od rodzaju samochodu lub od jego masy – im większa moc silnika lub masa pojazdu, tym wyższe opłaty. Winiety w kolejnych latach mogą mieć ten sam wygląd, ale różnić się kolorem, np. austriackie winiety w roku 2001 były pomarańczowe, w 2002 – fioletowe, w 2003 – ciemnożółte, w 2004 – ciemnoczerwone, w 2005 – jasnozielone, a w 2006 – złocistożółte. Winiety także mogą różnić się między sobą kształtem, np. czeskie winiety całoroczne są ośmiokątne, a dwutygodniowe – kwadratowe. Zalecane miejsce naklejenia winiety bywa w różnych krajach różne, np. na Słowacji zaleca się naklejać je w prawym (patrząc od wnętrza auta) górnym narożniku przedniej szyby, a w Czechach – w prawym dolnym. W każdym razie jednak winieta winna być naklejona po wewnętrznej stronie szyby i tak, aby nie ograniczać pola widzenia kierowcy.
Winiety zabezpieczone są przed fałszowaniem oraz przed wielokrotnym użyciem (np. w różnych pojazdach). W tym celu razem z winietą sprzedawany jest jej kupon kontrolny, do którego należy niezwłocznie wpisać numer rejestracyjny samochodu, i który należy podczas kontroli dokumentów przez upoważnionych do tego funkcjonariuszy okazywać wraz z dowodem rejestracyjnym. Oprócz tego zarówno winieta, jak i jej kupon kontrolny mają nadrukowany indywidualny numer seryjny oraz hologram. Winieta podczas odklejania od szyby może ulec uszkodzeniu i wówczas nie nadawać się do ponownego przyklejenia. W niektórych krajach fakt zakupu winiety, wraz z numerem rejestracyjnym pojazdu i numerem seryjnym winiety odnotowywany jest w punkcie sprzedaży.
Kary za jazdę autostradą bez ważnej winiety są na ogół bardzo wysokie i sięgać mogą, w przypadku największych pojazdów, kilku tysięcy euro (np. w Austrii od 400 do 4000 €).

### Winiety z chipem
W krajach stosujących system bezpośredniego zbierania opłat również bywają sprzedawane specjalne odmiany winiet, pełniące jednak nieco odmienną rolę – służą one do automatycznego pobierania opłat z konta użytkownika samochodu przy pomocy specjalnych czytników skanujących szybę pojazdu znajdujących się przy bramkach wjazdowych i wyjazdowych z autostrad.